# 测试钞
测试钞一般是由纸币印刷公司印制的，为了宣传自己技术实力或者用来推介新型防伪技术的载体。
测试钞并非由国家的中央银行所发行，所以并不是法定货币。测试钞没有面额，一般只是象征性地印有一些在流通钞票中不会出现的数字（比如“04”、“0”、“2008”等）。
测试钞的发行更多是用来展示纸币印刷公司的技术特色和设计能力，所以一般不考虑设计成本。纸币印刷公司会穷尽其能力将测试钞设计得近乎完美，展现本公司的特色。测试钞上一般采用了当时印钞公司最尖端的印钞和防伪技术，有些技术甚至还未在流通货币上体现。